# سکسمیشن
سکسمیشن (لهستانی: Seksmisja؛ انگلیسی: Sexmission) یک فیلم کالت علمی-تخیلی، کمدی و اَکشن لهستانی به کارگردانی یولیوش ماخولسکی است که در سال ۱۹۸۴ منتشر شد.

## بازیگران
- یرژی اشتور
- اولگیرد ووکاشِـویچ
- هانا استانکوونا
- بئاتا تیشکیه‌ویچ
- ویسواف میخنیکوفسکی
- اِوا شیکولسکا
- هانا بینیشوویچ
- دوروتا استالینسکا
- یانوش میخائوفسکی
- الژبیتا ژایونتسوونا
- ریشاردا خانین
- گراژینا ترلا
- میروسواوا مارخلوک
- ماگدالنا کوتا
- باربارا وائوکوونا
- هانا میکوچ
- باربارا لودویژانکا
- بئاتا مای-دونبال
- بوگوسواوا پاولتس